# Tscheu La Ling
Tscheu La Ling (* 6. Januar 1956 in Den Haag, auch Tsjeu La Ling oder Tscheu-la Ling) ist ein ehemaliger niederländischer Fußballspieler. 
Tscheu La Ling begann seine Profikarriere in seiner Heimatstadt. 1975 wechselte er zu Ajax Amsterdam, wo er in den nächsten Jahren seinen Stammplatz auf dem rechten Flügel hatte, wobei Ajax häufig mit dem indonesischstämmigen Simon Tahamata und dem chinesischstämmigen Tscheu La Ling zwei Flügelstürmer fernöstlicher Abstammung aufstellte. 1977, 1979 und 1980 gewann er mit Ajax die Niederländische Meisterschaft. Bei seinem vierten Meistertitel 1982 hatte er seinen Stammplatz an Gerald Vanenburg verloren.
Er absolvierte 14 Spiele für die Niederländische Fußballnationalmannschaft, in denen er zwei Tore schoss. Tscheu La Ling kam dabei auch zu Einsätzen in der Qualifikation zur Europameisterschaft 1980, beim Turnier selbst war er nicht im Aufgebot. Einen Stammplatz in der niederländischen Mannschaft erhielt er nie, da er mit Johnny Rep und René van de Kerkhof zwei starke Konkurrenten hatte.